# Takíja
Takíja (anglicky Taqiyya, arabsky تقیة‎, taqíja) je právní koncepce používaná v menšinovém (přibližně 15 %) ší'itském islámu (ale i v sunnitském)[zdroj?], který často jakožto menšina čelil pronásledování ze strany sunnitů. Jedná se o koncept, který v ohrožení života považuje jako nábožensky legitimní „zapřít vlastní víru“ a předstírat konformitu s náboženskou většinou, lhát nepříteli, či dopustit se jinak za normálních okolností zakázaných skutků.
I sunnitští právníci řeší otázku zda muslim smí zapřít v případě smrtelné hrozby svou víru či jinak lhát. Většinové stanovisko soudí, že je to přípustné, podrží-li si dotyčný pravdu ve svém srdci, byť připouštějí, že stát se mučedníkem může být ušlechtilejším řešením.
Toto pravidlo neumožňuje muslimům lhát z oportunistických pohnutek, takový přístup (byť by šlo o situace, kde by mohla lež muslimům věcně pomoci) muslimské autority jednohlasně odsuzují.

## Zdroje v koránu
Princip takíji se opírá např. o koránský verš 106 v súře 16, Včely:
| „ | Na toho, kdo zapře Boha poté, co již uvěřil - kromě toho, kdo byl donucen, zatímco srdce jeho klidné bylo ve víře - a zejména na toho, kdo hruď svou nevíře otevřel, dopadne hněv Boží a pro něj je připraven trest nesmírný. | “ |

Mohamed zjevil tento verš poté, co polyteisté mučili jeho společníka Amara bin Jásira, který při mučení odsoudil Mohameda a pochválil pohanské bohy.
Dalším veršem týkajícím se takíje je verš 28, v súře 3, Rod Imránův, který povoluje výjimku v příkazu nekamarádit se s nevěřícími, pokud jsou muslimové ohroženou menšinou:
| „ | Nechť si věřící neberou nevěřící za přátele místo věřících! Kdo tak učiní, nedostane se mu od Boha ničeho, leda v případě, že byste se od nich obávali nějaké hrozby. A Bůh vás varuje před sebou samým a u Boha je cíl konečný. | “ |

Významný sunnitský učenec Ibn Kathir, v tafsíru vysvětluje:
| „ | „leda v případě, že byste se od nich obávali nějaké hrozby“ znamená, kromě těch věřících, kteří jsou v nějaké oblasti, nebo období, kdy se bojí o svoji bezpečnost před nevěřícími. V tomto případě, tito věřící mohou ukázat přátelství navenek, ale nikdy ne zevnitř. Např. al-Buchárí poznamenal, že Abú Darda řekl, „Usmíváme se do obličeje některých lidí, zatímco naše srdce je proklínají.“ | “ |

Sunnitští právníci se ze své strany přeli, zda takovéto porušení je pouze přípustnou úlevou, zatímco statečnější je vytrvat, anebo naopak neopominutelnou sebezáchovnou povinností.
Tabarí zdůrazňoval, že rozhodující je vždy víra v srdci, a rozlišoval také prosté verbální zapření od přímých činů proti víře. Potlačovaná ší'a se stejně jako cháridža otázkou zabývala přirozeně mnohem naléhavěji a takíju uznala za zcela legitimní obrannou taktiku.

## Nifáq (pokrytectví)
Co se týče opačného případu, kdy ne-muslimové předstírají, že jsou muslimové, aby nebyli zabiti (např. kvůli trestu smrti za opuštění islámu), tak tomu se v islámu říká nifáq (pokrytectví). Islám odsuzuje nifáq (kdy se nemuslim lhaním chrání před muslimy) a schvaluje takíju (kdy se muslim lhaním chrání před nemuslimy).

## Zbožná lež v křesťanství
Podobnou otázku řešili i křesťanští učenci a je známá pod názvem zbožná lež, latinsky pia fraus. Učení o zbožné lži, spojované i s některými církevními otci, bylo připisováno jezuitům ve formulaci „účel světí prostředky“ (Účel by však dle Machiavelliho měl být ctnostný, což se často při popisu hesla „Účel světí prostředky“ opomíná.). Podle doktríny zbožná lež je ve jménu vítězství náboženské víry přípustná. Lež je menším hříchem než bezvěrectví.
Skutečností však je, že tradiční katolická teologie nauku o tom, že „účel světí prostředky“, zcela odmítá a pokládá lež za hřích bez ohledu na okolnosti. Lež je samozřejmě menším hříchem než bezvěrectví, to však neznamená, že by byla dovolená: není dovoleno dopustit se hříchu ani kvůli tomu, aby se zabránilo hříchu ještě většímu. Mravně dobrý cíl sice může vinu hříchu v nějaké míře zmenšit, ale nikdy ne tak, aby hřích zcela přestal být hříchem. Za určitých okolností katolická teologie připouští pouze tzv. zámlku (reservatio mentalis), tedy zatajení skutečnosti záměrně neurčitým nebo víceznačným, ale nikdy přímo nepravdivým výrokem. Pokud jde o zásadu „účel světí prostředky“, katoličtí teologové vehementně popírají, že by ji nějaký jezuitský učenec kdy hlásal, a pokládají toto tvrzení za pomluvu vytvořenou katolickým odpůrcem jezuitského řádu Blaisem Pascalem a rozšířenou protestantskými autory. V 19. století dokonce jezuitský řád opakovaně vypsal finanční odměnu tomu, kdo by prokázal, že některý jezuita této zásadě učil, což se však nikomu nepodařilo. Věta „účel světí prostředky“ (latinsky exitus acta probat, přesněji přeloženo „výsledky ospravedlňují činy“) nepochází od jezuitů, nýbrž od antického básníka Ovidia (Heroides II,85).

Rozmlouvání o pokoji s nenávistí v srdci je odsouzeno ve Starém zákoně, v Davidově žalmu 28:
| „                     | Mezi lidi svévolné mě nezařazuj, mezi pachatele ničemností. S bližním rozmlouvají o pokoji, ale v srdci mají zlobu. Nalož s nimi podle jejich skutků, podle jejich zlého počínání. Nalož s nimi podle díla jejich rukou, podle zásluhy jim odplať. | “ |
| — Bible, Žalmy 28:3-4 | |   |